# HMS Anson (79)
O HMS Anson foi um navio couraçado operado pela Marinha Real Britânica e a quarta embarcação da Classe King George V, depois do HMS King George V, HMS Prince of Wales e HMS Duke of York e seguido pelo HMS Howe. Sua construção começou em julho de 1937 nos estaleiros da Swan Hunter & Wigham Richardson em Tyne and Wear e foi lançado ao mar em fevereiro de 1940, sendo comissionado na frota britânica em abril de 1942. Era armado com uma bateria principal composta por dez canhões de 356 milímetros montados em duas torres de artilharia quádruplas e uma dupla, possuía deslocamento de 46 mil toneladas e conseguia alcançar uma velocidade máxima de 29 nós.
O Anson entrou em serviço na Segunda Guerra Mundial e sua primeira ação foi escoltar comboios soviéticos no Oceano Ártico, realizando nove escoltas até janeiro de 1943. Em seguida participou de ações de distração durante a invasão aliada da Sicília em julho. O navio deu cobertura para ataques contra cargueiros alemães na Noruega em outubro e depois em fevereiro de 1944, realizando a mesma função em abril durante um ataque aéreo contra o couraçado alemão Tirpitz. Passou por reformas entre junho de 1944 e março de 1945, porém a guerra já estava no fim. O Anson continuou ativo no pós-guerra até ser colocado na reserva em 1949 e depois vendido para desmontagem em 1957.

## Características gerais
No rescaldo da Primeira Guerra Mundial, o Tratado Naval de Washington foi elaborado em 1922 em um esforço para impedir a corrida armamentista entre a Grã-Bretanha, Japão, França, Itália e os Estados Unidos. Esse tratado limitava o número de navios que cada nação tinha permissão para construir e limitava o deslocamento de todos os navios capitais em 35.000 toneladas. Essas restrições foram estendidas em 1930 através do Tratado Naval de Londres, no entanto, em 1935 o Japão e a Itália não concordaram com o Segundo Tratado Naval de Londres para controle de armamento adicional.
Preocupado com a falta de navios de guerra modernos em sua marinha, o Almirantado ordenou a construção de uma nova classe de navios de guerra: a classe King George V. A cláusula de limitação de calibre introduzida no Segundo Tratado significava que o armamento principal da classe King George V era limitado a 356 milímetros e a disposição incomum das armas nas três torres foi uma tentativa de maximizar o poder de fogo. Os navios foram os únicos a serem construídos na época para aderir ao tratado e, embora logo tenha ficado claro para os britânicos que os outros signatários do tratado estavam ignorando seus requisitos, era tarde demais para mudar o projeto da classe antes de serem estabelecidos em 1937.
A quilha do quarto navio da classe foi colocada no estaleiro Swan Hunter and Wigham Richardson em 20 de julho de 1937. Ele deveria ter sido originalmente chamado de Jellicoe, em homenagem ao almirante Sir John Jellicoe, o comandante da Grande Frota na Batalha da Jutlândia em 1916, mas ele foi renomeado para Anson em fevereiro de 1940. Anson foi lançado em 24 de fevereiro de 1940 e concluído em 22 de junho de 1942. A conclusão foi atrasada em grande parte por causa da inclusão de radar de controle de fogo e armas antiaéreas adicionais.
Anson deslocou 43 300 toneladas em testes em 1942 e 46 090 totalmente carregado. O navio tinha um comprimento total de 229,1 metros, uma boca de 31,4 metros e um calado de 9,5 metros. Sua altura metacêntrica projetada foi de 1,85 metros em carga normal e 2,46 em carga profunda.
Ele era movido por turbinas a vapor Parsons acionadas por quatro eixos de hélice. O vapor era fornecido por oito caldeiras de tubo de água de 3 tambores do Admiralty, que normalmente geravam 75 000 quilowatts, mas poderiam entregar 82 000 quilowatts em caso de sobrecarga de emergência. Isso deu a Anson uma velocidade máxima de 27,62 nós (51,15 quilômetros por hora). O navio transportou 4 300 toneladas de óleo combustível. Em velocidade máxima, Anson tinha um alcance de 5,830 quilômetros a 27 nós (cinquenta quilômetros por hora) enquanto queimava 37 toneladas de combustível por hora.

### Armamento
Armamento principal de Anson era dez canhões BL de 356 milímetros. Os canhões de 356 milímetros foram montados em três torres; uma torre quádrupla Mark III à frente e uma à ré, e uma torre gêmea Mark II disparando sobre a torre quádrupla. As armas podiam ser elevadas a quarenta graus e deprimidas três graus. Uma salva lateral completa pesava cerca de 7,23 toneladas, e uma salva poderia ser disparada a cada quarenta segundos. Seu armamento secundário consistia em quatorze canhões QF Mk I de 133 milímetros que foram montados em sete montagens gêmeas. O alcance máximo dos canhões Mk I era de 22 quilômetros em uma elevação de 45 graus. As armas podiam ser elevadas a setenta graus e reduzidas a cinco graus. A cadência normal de tiro era de dez a doze tiros por minuto, mas na prática os canhões só podiam disparar de sete a oito tiros por minuto. Junto com suas baterias principal e secundária, Anson carregava seis canhões antiaéreos "pom-pom". Estes foram complementados por dezoito pistolas AA leves Oerlikon de vinte milímetros.

## Histórico de serviço
Após seu comissionamento em 1942, Anson foi enviado para o Mar Ártico com a maior parte da Frota Doméstica como um navio de escolta para vários comboios russos. Em 12 de setembro de 1942, Anson fazia parte da força de proteção do Convoy QP 14, junto com seu navio irmão HMS Duke of York, o cruzador rápido Jamaica e os contratorpedeiros Keppel, Mackay, Montrose e Bramham. Em 29 de dezembro, Anson forneceu cobertura para o Convoy JW 51B junto com o cruzador Cumberland e os destróieres Forester, Icarus e Impulsive. Em 23 e 24 de janeiro de 1943, Anson forneceu cobertura para o Convoy JW 52 junto com o cruzador Sheffield e os contratorpedeiros Echo, Eclipse, Faulknor, Inglefield, Montrose, Queenborough, Raider e o destróier polonês Orkan. Em 29 de janeiro, o Convoy RA 52 partiu da enseada de Kola, com cobertura fornecida pelo Anson, pelo cruzador Sheffield e pelos contratorpedeiros Inglefield, Oribi, Obedient e o contratorpedeiro polonês Orkan.
Em junho de 1942, o couraçado HMS Centurion, anterior à Primeira Guerra Mundial. Foi disfarçado como Anson no Mar Mediterrâneo, agindo como uma isca durante a Operação Vigorous.

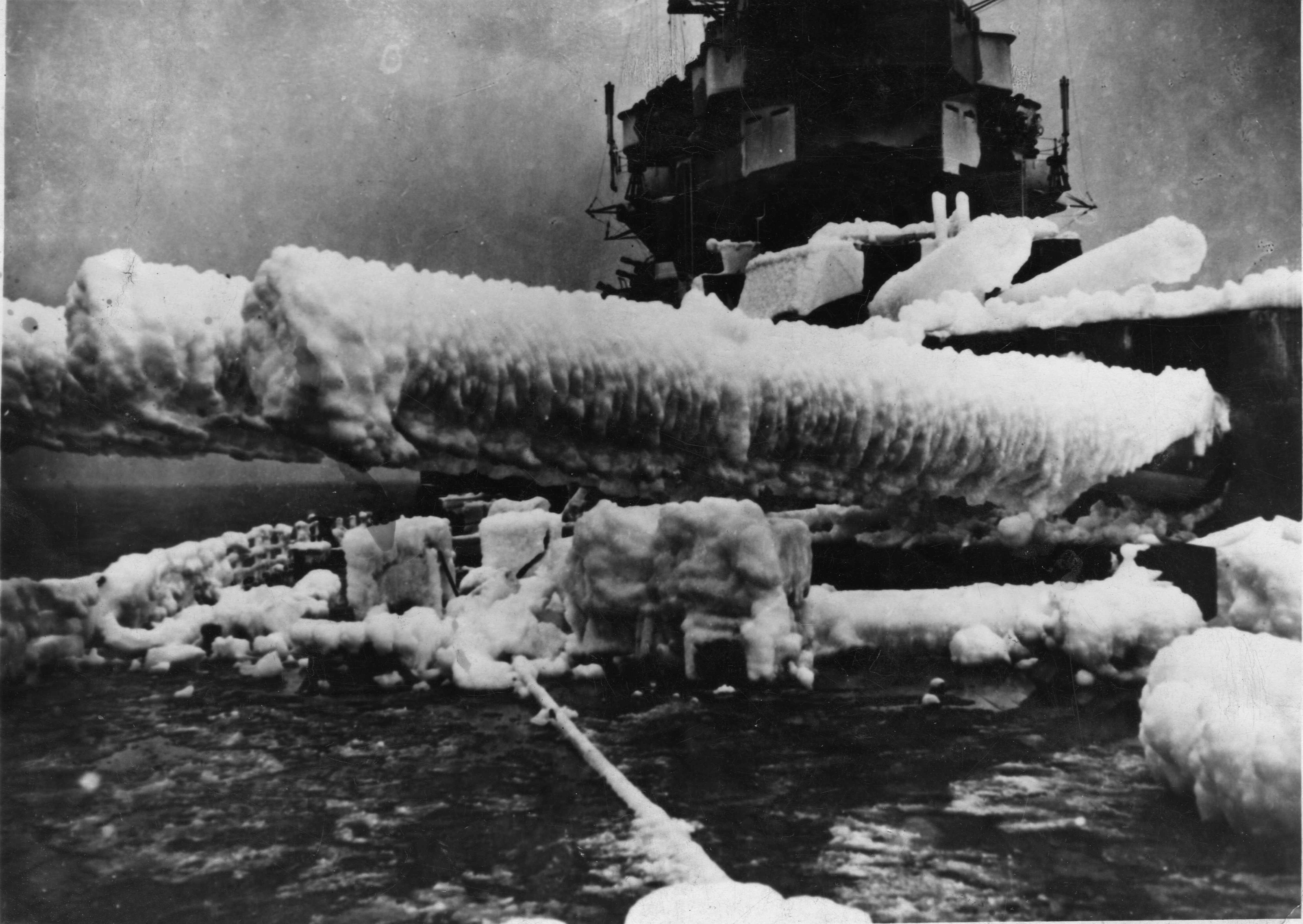
Anson durante a proteção de comboios russos.

Em julho de 1943, Anson participou dos movimentos alternativos destinados a desviar a atenção dos preparativos para a Operação Husky e, em outubro daquele ano, com o Duke of York e o cruzador norte-americano Tuscaloosa, deu cobertura para a Operação Leader, na qual o porta-aviões norte-americano Ranger realizou ataques aéreos contra navios alemães ao largo da Noruega. Em 3 de abril de 1944 ele forneceu cobertura para a Operação Tungstênio, um ataque aéreo bem-sucedido contra o encouraçado Tirpitz, durante o qual serviu como carro-chefe do vice-almirante Sir Henry Moore.
Anson foi desativado para uma reforma em junho de 1944 e não retornou à frota até março de 1945, quando navegou com o Duke of York para se juntar à Frota Britânica do Pacífico. Quando ele chegou ao teatro, as hostilidades estavam quase acabadas. Ele deixou Sydney em 15 de agosto para Hong Kong com o Duke of York e, junto com uma força-tarefa de outros navios da Grã-Bretanha, aceitou a rendição das forças japonesas que ocupavam Hong Kong. Ele também esteve presente na Baía de Tóquio durante a rendição oficial dos japoneses a bordo do USS Missouri.

### Pós-guerra
Após a guerra, Anson foi a nau capitânia do 1º Esquadrão de Batalha da Frota Britânica do Pacífico e ajudou a libertar Hong Kong. Após uma breve reforma, Anson navegou de Sydney a Hobart em fevereiro de 1946 para reunir o duque e a duquesa de Gloucester (o duque era então governador-geral da Austrália) e levá-los a Sydney.
Anson voltou às águas britânicas em 29 de julho de 1946 e, após uma pequena reforma, foi devolvido aos deveres em tempos de paz. Em novembro de 1949, Anson foi colocado na reserva e em 1951 ele foi rebocado para Gare Loch. Em 17 de dezembro de 1957, ele foi comprado para sucata pela Shipbreaking Industries, em Faslane.